# Sumpflochgraben
Der Sumpflochgraben ist ein etwa 0,5 km langer linker Zufluss der Sauer in der Südpfalz.

## Verlauf
Der Sumpflochgraben entspringt auf einer Höhe von 214 m ü. NN im westlichen Wasgau westlich des Rumbergskopfes im nördlichen Teil des etwa 120 ha großen Naturschutzgebietes Königsbruch. Er fließt  in nordwestlicher Richtung durch eine Flussauenlandschaft und mündet schließlich direkt an der Gemarkungsgrenze von Rumbach nach Fischbach bei Dahn südlich des Kleinen Roßberges auf einer Höhe von 213 m ü. NN in den Saarbach